# Illice calochroma
Illice calochroma är en fjärilsart som beskrevs av Pieter Cornelius Tobias Snellen 1878. Illice calochroma ingår i släktet Illice och familjen björnspinnare. Inga underarter finns listade i Catalogue of Life.